# Wybory parlamentarne na Węgrzech w 2002 roku
Wybory parlamentarne na Węgrzech w 2002 roku odbyły się w II turach 7 i 21 kwietnia 2002

## System wyborczy
Wybory odbyły się w dwóch turach w związku ze specyfiką węgierskiego systemu wyborczego – posłów wybiera się częściowo z list partyjnych, a częściowo w okręgach jednomandatowych w dwóch turach. Wybory zakończyły się zwycięstwem partii Fidesz, która zdobyła 188 mandatów, Drugie miejsce zajęła Węgierska Partia Socjalistyczna uzyskując 178 mandatów, trzecie miejsce zajął Związek Wolnych Demokratów uzyskując 19 mandatów. Wszystkie 48 mandatów straciła natomiast Niezależna Partia Drobnych Rolników. W wyborach po raz pierwszy wystartowało 11 nowych partii jednak żadna z nich nie zdobyła mandatów.